# بشقابی توچالی
بشقابی توچالی (نام علمی: Scutellaria glechomoides) نام یک گونه از سرده بشقابی است.